# 穆維雍
穆維雍（？—？）為中國清朝武官官員，本籍盛京。1691年（康熙30年）奉旨調任前往台灣，接任王化行擔任台灣鎮總兵。是台灣清治時期此期間，受台灣道制約的台灣地區最高軍事首長。
| 前任： 王化行 | 台灣鎮總兵 1691年上任 | 繼任： 王國興 |